# پارک ملی موی کاماو
پارک ملی موی کاماو (به ویتنامی: Vườn quốc gia Mũi Cà Mau) یک پارک ملی در ویتنام است که در استان کاماو واقع شده‌است.